# جام ملت‌های آفریقا ۲۰۲۱
جام ملت‌های آفریقا ۲۰۲۱، سی و سومین دوره جام ملت‌های آفریقا بود که توسط کنفدراسیون فوتبال آفریقا برگزار شد. این دوره از مسابقات به میزبانی کامرون برگزار شد. این دوره در ابتدا قرار بود در سال ۲۰۲۱ برگزار شود اما به دلیل همه گیری ویروس کرونا به سال ۲۰۲۲ موکول شد.
سنگال پس از شکست دادن مصر در فینال اولین عنوان قهرمانی خود را در این مسابقات به دست آورد.

## انتخاب میزبان
بعد از جلسه کمیته اجرایی کنفدراسیون فوتبال آفریقا در ۲۴ ژانویه ۲۰۱۴، اعلام شد که سه نامزد رسمی برای ویرایش سال ۲۰۲۱ وجود دارد:
پیشنهادها:
- الجزایر
- گینه
- ساحل عاج
- گامبیا

پیشنهادهای رد شده:
- جمهوری دموکراتیک کنگو
- گابن
- زامبیا

این فهرست با فهرست مناقصات کشور میزبان برای سال‌های ۲۰۱۹ و ۲۰۲۱، که توسط کنفدراسیون فوتبال آفریقا در نوامبر ۲۰۱۳ اعلام شد، متفاوت بود و جمهوری دموکراتیک کنگو، گابن و زامبیا در فهرست اصلی قرار داشتند.
تصمیم کشور میزبان از اوایل سال ۲۰۱۴ به تعویق افتاد تا به هر کشور در مناقصه زمان کافی برای دریافت هیئت بازرسی اعطا شود. پس از رای‌گیری نهایی در جلسه کمیته اجرایی کنفدراسیون فوتبال آفریقا، در ۲۰ سپتامبر ۲۰۱۴، کنفدراسیون فوتبال آفریقا مسابقات سال ۲۰۱۹، ۲۰۲۱ و ۲۰۲۳ جام ملت‌های آفریقا را اعلام کرد.

### تغییر میزبان
در ۳۰ نوامبر ۲۰۱۸، کنفدراسیون فوتبال آفریقا کامرون را از میزبانی جام ملت‌های آفریقا در سال‌های ۲۰۱۹ محروم کرد. با این حال، احمد احمد، رئیس‌ کنفدراسیون فوتبال آفریقا، گفت که کامرون با میزبانی جام ملت‌های آفریقا در سال ۲۰۲۱ موافقت کرده‌است. در نتیجه، ساحل‌عاج، میزبان اصلی سال ۲۰۲۱، میزبان جام ملت‌های آفریقا در سال ۲۰۲۳ شد و گینه، میزبان اصلی سال ۲۰۲۳، میزبان جام ملت‌های آفریقا ۲۰۲۵ خواهد بود.
در ۳۰ ژانویه ۲۰۱۹، رئیس‌ کنفدراسیون فوتبال آفریقا این تغییر زمانی را پس از دیدار با رئیس‌جمهور ساحل‌عاج، آلاسان اوتارا در آبیجان، تأیید کرد.

## تأثیرات همه‌گیر شدن کووید-۱۹
این مسابقات در ابتدا قرار بود بین ۹ ژانویه تا ۶ فوریه سال ۲۰۲۱ برگزار شود. دور مقدماتی و دو بازی مرحله گروهی مقدماتی بین ۹ اکتبر تا ۱۹ نوامبر ۲۰۱۹ برگزار شد. مرحله سوم و چهارم مرحله گروهی مقدماتی که قرار بود از ۲۳ تا ۳۱ مارس و ۱ تا ۹ ژوئن ۲۰۲۰ برگزار شود به تعویق افتاد.

## تیم‌ها
تیم‌های زیر به این مسابقات راه یافتند:
| تیم          | مقدماتی    | تاریخ صعود     | تعداد حضور | حضور قبلی              | بهترین عملکرد | رده‌بندی جهانی فیفا |
| ------------ | ---------- | -------------- | ---------- | ---------------------- | --- | ------------------ |
| کامرون       | اول گروه F | ۸ ژانویه ۲۰۱۹  | ۲۰         | جام ملت‌های آفریقا ۲۰۱۹ | برنده (جام ملت‌های آفریقا ۱۹۸۴, جام ملت‌های آفریقا ۱۹۸۸, جام ملت‌های آفریقا ۲۰۰۰, جام ملت‌های آفریقا ۲۰۰۲, جام ملت‌های آفریقا ۲۰۱۷)                                                 | ۵۰                 |
| سنگال        | اول گروه I | ۱۵ نوامبر ۲۰۲۰ | ۱۶         | جام ملت‌های آفریقا ۲۰۱۹ | نایب قهرمان (جام ملت‌های آفریقا ۲۰۰۲, جام ملت‌های آفریقا ۲۰۱۹) | ۲۰                 |
| الجزایر      | اول گروه H | ۱۶ نوامبر ۲۰۲۰ | ۱۹         | جام ملت‌های آفریقا ۲۰۱۹ | برنده (جام ملت‌های آفریقا ۱۹۹۰, جام ملت‌های آفریقا ۲۰۱۹) | ۳۲                 |
| مالی         | اول گروه A | ۱۷ نوامبر ۲۰۲۰ | ۱۲         | جام ملت‌های آفریقا ۲۰۱۹ | نایب قهرمان (جام ملت‌های آفریقا ۱۹۷۲) | ۵۳                 |
| تونس         | اول گروه J | ۱۷ نوامبر ۲۰۲۰ | ۲۰         | جام ملت‌های آفریقا ۲۰۱۹ | برنده (جام ملت‌های آفریقا ۲۰۰۴) | ۲۹                 |
| بورکینافاسو  | اول گروه B | ۲۴ مارس ۲۰۲۱   | ۱۲         | جام ملت‌های آفریقا ۲۰۱۷ | نایب قهرمان (جام ملت‌های آفریقا ۲۰۱۳) | ۶۰                 |
| گینه         | دوم گروه A | ۲۴ مارس ۲۰۲۱   | ۱۳         | جام ملت‌های آفریقا ۲۰۱۹ | نایب قهرمان (جام ملت‌های آفریقا ۱۹۷۶) | ۸۱                 |
| کومور        | دوم گروه G | ۲۵ مارس ۲۰۲۱   | ۱          | حضور نداشته است        | حضور نداشته است | ۱۳۲                |
| گابن         | دوم گروه D | ۲۵ مارس ۲۰۲۱   | ۸          | جام ملت‌های آفریقا ۲۰۱۷ | یک چهارم نهایی (جام ملت‌های آفریقا ۱۹۹۶, جام ملت‌های آفریقا ۲۰۱۲) | ۸۹                 |
| گامبیا       | اول گروه D | ۲۵ مارس ۲۰۲۱   | ۱          | حضور نداشته است        | حضور نداشته است | ۱۵۱                |
| مصر          | اول گروه G | ۲۵ مارس ۲۰۲۱   | ۲۵         | جام ملت‌های آفریقا ۲۰۱۹ | برنده (جام ملت‌های آفریقا ۱۹۵۷, جام ملت‌های آفریقا ۱۹۵۹, جام ملت‌های آفریقا ۱۹۸۶, جام ملت‌های آفریقا ۱۹۹۸, جام ملت‌های آفریقا ۲۰۰۶, جام ملت‌های آفریقا ۲۰۰۸, جام ملت‌های آفریقا ۲۰۱۰) | ۴۵                 |
| غنا          | اول گروه C | ۲۵ مارس ۲۰۲۱   | ۲۳         | جام ملت‌های آفریقا ۲۰۱۹ | برنده (جام ملت‌های آفریقا ۱۹۶۳, جام ملت‌های آفریقا ۱۹۶۵, جام ملت‌های آفریقا ۱۹۷۸, جام ملت‌های آفریقا ۱۹۸۲)                                                                         | ۵۲                 |
| گینه استوایی | دوم گروه J | ۲۵ مارس ۲۰۲۱   | ۳          | جام ملت‌های آفریقا ۲۰۱۵ | مقام چهارم (جام ملت‌های آفریقا ۲۰۱۵) | ۱۱۴                |
| زیمبابوه     | دوم گروه H | ۲۵ مارس ۲۰۲۱   | ۵          | جام ملت‌های آفریقا ۲۰۱۹ | مرحله گروهی (جام ملت‌های آفریقا ۲۰۰۴, جام ملت‌های آفریقا ۲۰۰۶, جام ملت‌های آفریقا ۲۰۱۷, جام ملت‌های آفریقا ۲۰۱۹)                                                                   | ۱۲۱                |
| ساحل عاج     | اول گروه K | ۲۶ مارس ۲۰۲۱   | ۲۴         | جام ملت‌های آفریقا ۲۰۱۹ | برنده (جام ملت‌های آفریقا ۱۹۹۲, جام ملت‌های آفریقا ۲۰۱۵) | ۵۶                 |
| مراکش        | اول گروه E | ۲۶ مارس ۲۰۲۱   | ۱۸         | جام ملت‌های آفریقا ۲۰۱۹ | برنده (جام ملت‌های آفریقا ۱۹۷۶) | ۲۸                 |
| نیجریه       | اول گروه L | ۲۷ مارس ۲۰۲۱   | ۱۹         | جام ملت‌های آفریقا ۲۰۱۹ | برنده (جام ملت‌های آفریقا ۱۹۸۰, جام ملت‌های آفریقا ۱۹۹۴, جام ملت‌های آفریقا ۲۰۱۳)                                                                                                 | ۳۶                 |
| سودان        | دوم گروه C | ۲۸ مارس ۲۰۲۱   | ۹          | جام ملت‌های آفریقا ۲۰۱۲ | برنده (جام ملت‌های آفریقا ۱۹۷۰) | ۱۲۴                |
| مالاوی       | دوم گروه B | ۲۹ مارس ۲۰۲۱   | ۳          | جام ملت‌های آفریقا ۲۰۱۰ | مرحله گروهی (جام ملت‌های آفریقا ۱۹۸۴, جام ملت‌های آفریقا ۲۰۱۰) | ۱۲۹                |
| اتیوپی       | دوم گروه K | ۳۰ مارس ۲۰۲۱   | ۱۱         | جام ملت‌های آفریقا ۲۰۱۳ | برنده (جام ملت‌های آفریقا ۱۹۶۲) | ۱۳۷                |
| موریتانی     | دوم گروه E | ۳۰ مارس ۲۰۲۱   | ۲          | جام ملت‌های آفریقا ۲۰۱۹ | مرحله گروهی (جام ملت‌های آفریقا ۲۰۱۹) | ۱۰۳                |
| گینه بیسائو  | دوم گروه I | ۳۰ مارس ۲۰۲۱   | ۳          | جام ملت‌های آفریقا ۲۰۱۹ | مرحله گروهی (جام ملت‌های آفریقا ۲۰۱۷, جام ملت‌های آفریقا ۲۰۱۹) | ۱۰۶                |
| کیپ ورد      | دوم گروه F | ۳۰ مارس ۲۰۲۱   | ۳          | جام ملت‌های آفریقا ۲۰۱۵ | یک چهارم نهایی (جام ملت‌های آفریقا ۲۰۱۳) | ۷۳                 |
| سیرالئون     | دوم گروه L | ۱۵ ژوئن ۲۰۲۱   | ۳          | جام ملت‌های آفریقا ۱۹۹۴ | مرحله گروهی (جام ملت‌های آفریقا ۱۹۹۴, جام ملت‌های آفریقا ۱۹۹۶) | ۱۰۸                |

## رده‌بندی
| بورکینافاسو  | ۳–۳   | کامرون |
| ------------ | ----- | ------ |
|              | گزارش |        |
| ضربات پنالتی |       |        |
|              | ۳–۵   |        |

## فینال
| سنگال        | ۰–۰   | مصر |
| ------------ | ----- | --- |
|              | گزارش |     |
| ضربات پنالتی |       |     |
|              | ۴–۲   |     |